# Soko (Gračanica)
Pour les articles homonymes, voir Soko.
Soko (en cyrillique : Соко) est un village de Bosnie-Herzégovine. Il est situé dans la municipalité de Gračanica, dans le canton de Tuzla et dans la fédération de Bosnie-et-Herzégovine. Selon les premiers résultats du recensement bosnien de 2013, il compte 1 889 habitants.

## Histoire
La forteresse de Soko, construite dans la première moitié du XVe siècle, est inscrite sur la liste des monuments nationaux de Bosnie-Herzégovine ; la vieille mosquée du village, construite dans la première moitié du XVIe siècle, avec son cimetière, est elle aussi classée.

## Démographie

### Évolution historique de la population
| 1948 | 1953 | 1961  | 1971  | 1981  | 1991  | 2013  |
| ---- | ---- | ----- | ----- | ----- | ----- | ----- |
| -    | -    | 1 899 | 2 025 | 2 325 | 1 920 | 1 889 |

|  |